# Boeing 314
Pour les articles homonymes, voir Boeing, 314 et Clipper (homonymie).
Dimensions
Le Boeing 314 Clipper est un avion de ligne-hydravion transatlantique et transpacifique du constructeur aéronautique américain Boeing, produit à 12 exemplaires entre 1938 et 1946. 

## Présentation

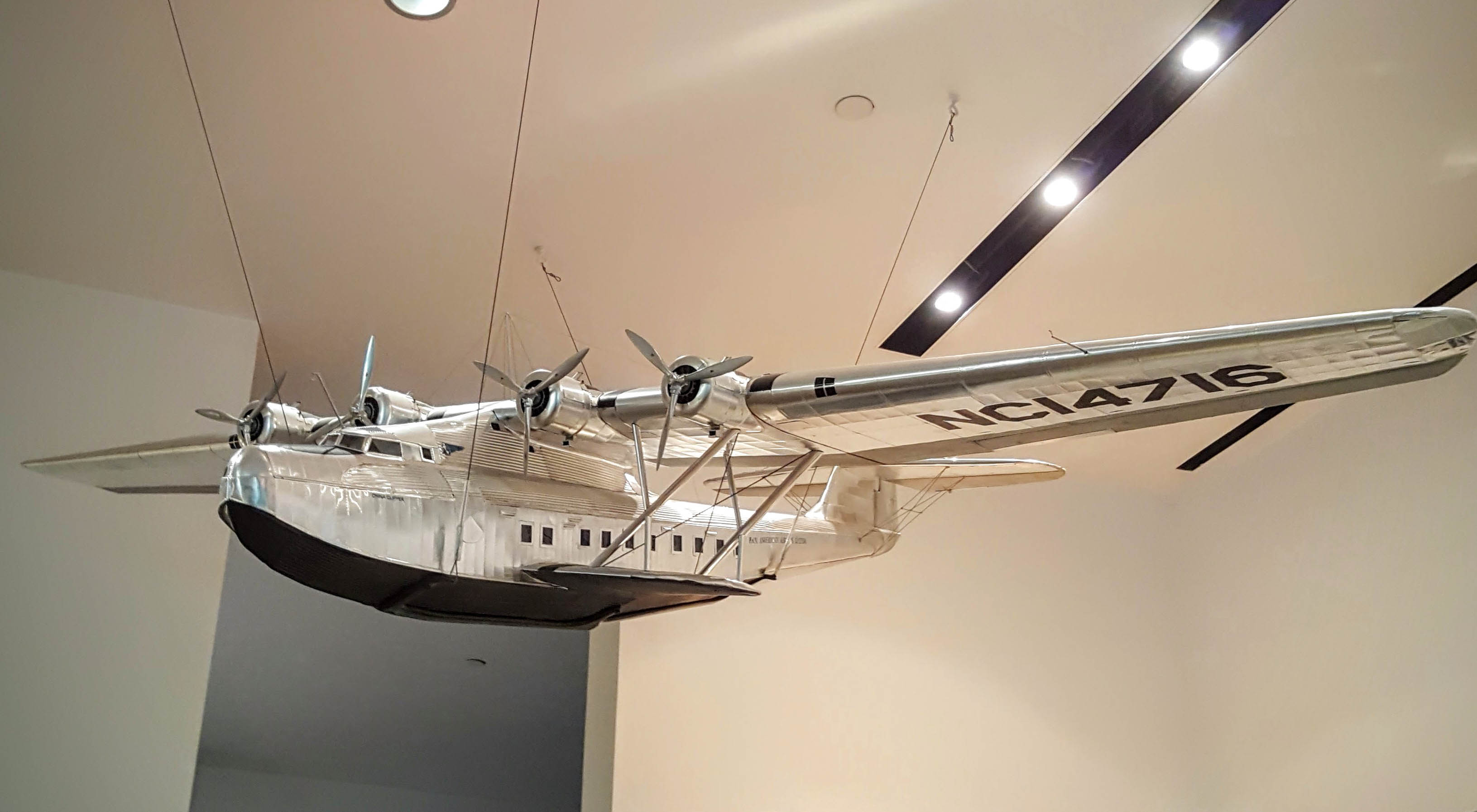

Le design de son fuselage est inspiré du style Streamline Moderne Art déco des années 1930, et son appellation « Clipper » est inspiré des clippers trois-mâts géants de la marine marchande internationale du XXe siècle. Conçu initialement pour desservir les vols transatlantiques, faute d'autorisations et en raison de la guerre, la société Pan American World Airways (Pan Am) le destine finalement avec succès aux vols transpacifiques (avec par exemple, la route South Pacific Service, entre San Francisco et Auckland, via la Nouvelle-Calédonie et l'île de Canton). Le Pacific Clipper est le premier avion de ligne à effectuer un tour du monde suite à l'attaque de Pearl Harbor de 1941. 

## Conception et développement
Lorsqu'il sortit des usines Boeing, cet hydravion à coque quadrimoteur de 6 400 ch fut le plus grand avion civil à voler (avec le Tupolev ANT-20 « Maxime Gorki » de 1934). 

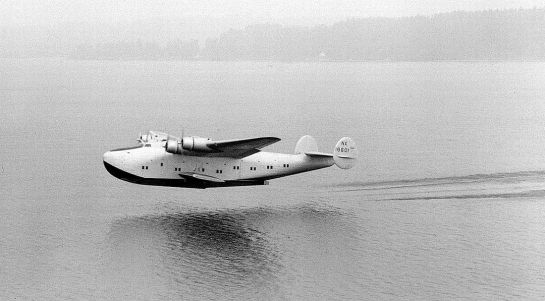
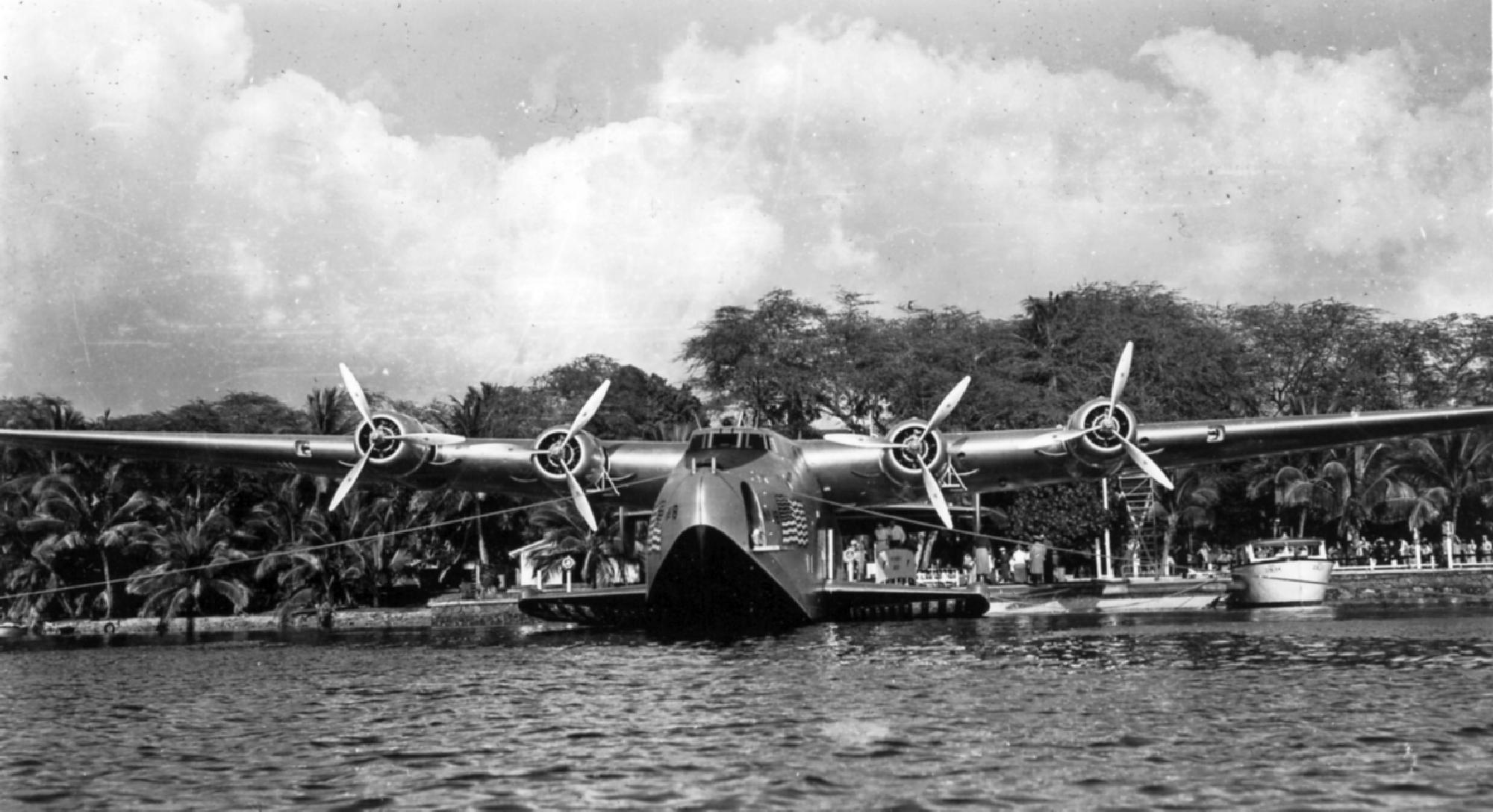

Le projet Yankee Clipper date de 1935 avec des négociations entre la compagnie Pan Am et Boeing afin de produire un hydravion capable de garantir des vols de passagers transatlantiques avec un niveau élevé de sûreté, de confort et de vitesse. En juillet 1936, Pan Am signa un contrat pour six hydravions, dont le premier (modèle 314) fit ses premiers essais sur le Puget Sound de l'État de Washington le 31 mai 1938 et son premier vol le 7 juin 1938. Cet avion faisait le double du Sikorsky S-42 (voir NOTA) et dépassait en poids le Martin M-130 (China Clipper) de 15,3 tonnes. Les quatre moteurs en double étoile Wright Cyclone (14 cylindres) étaient les premiers à utiliser du carburant à indice d'octane 100. La capacité des réservoirs totalisait 16 000 litres. Dans le fuselage, il y avait de la place pour 74 passagers de jour ou pour 40 passagers en fauteuils inclinés pour les vols de nuit.

## Carrière
Le 20 mai 1939, Pan Am inaugura le premier service postal transatlantique : sous le commandement du capitaine A.E. LaPorte, presque une tonne de courrier fut transportée de Port Washington de Long Island à Marseille, via les Açores et Lisbonne, avec un temps de vol de 29 h. Le même avion, sous le commandement du capitaine Harold E. Gray (en) (futur PDG de la Pan Am)  inaugura la route du nord, vers Southampton le 24 juin 1939.

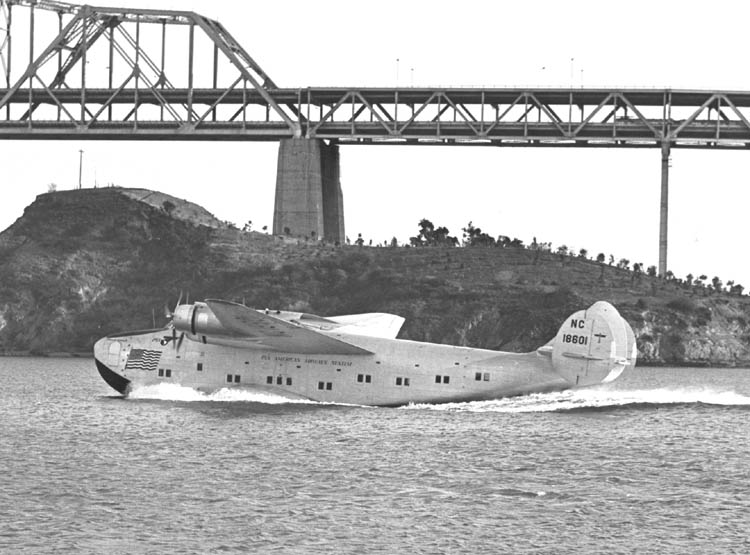
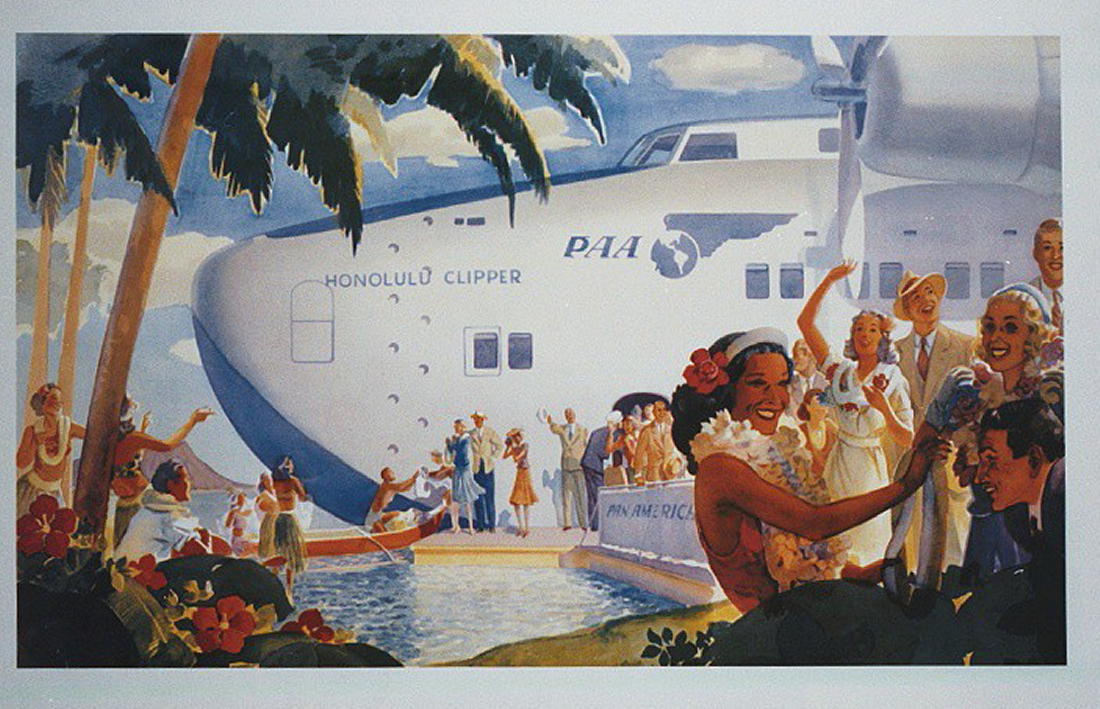
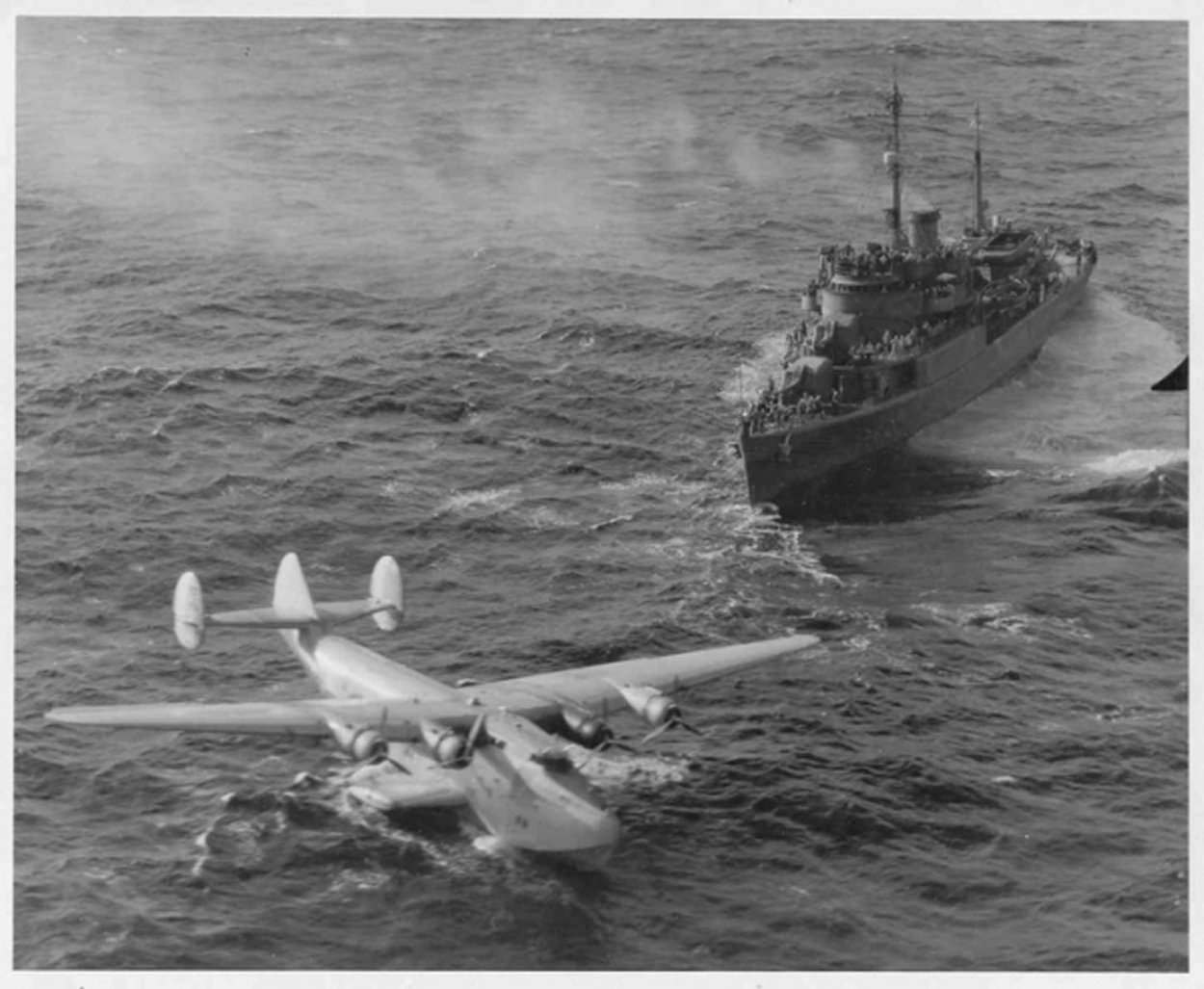

Le 28 juin 1939, le premier vol régulier pour passagers de New York à Southampton (via Terre-Neuve) est inauguré avec le Dixie Clipper (en), piloté par le capitaine R.O.D. Sullivan, avec un vol régulier à travers l'Atlantique Nord. 22 privilégiés avaient payé 375 dollars l'aller (environ 7 200 $ d'aujourd'hui) ou 675 $ aller-retour, avec deux départs par semaine.

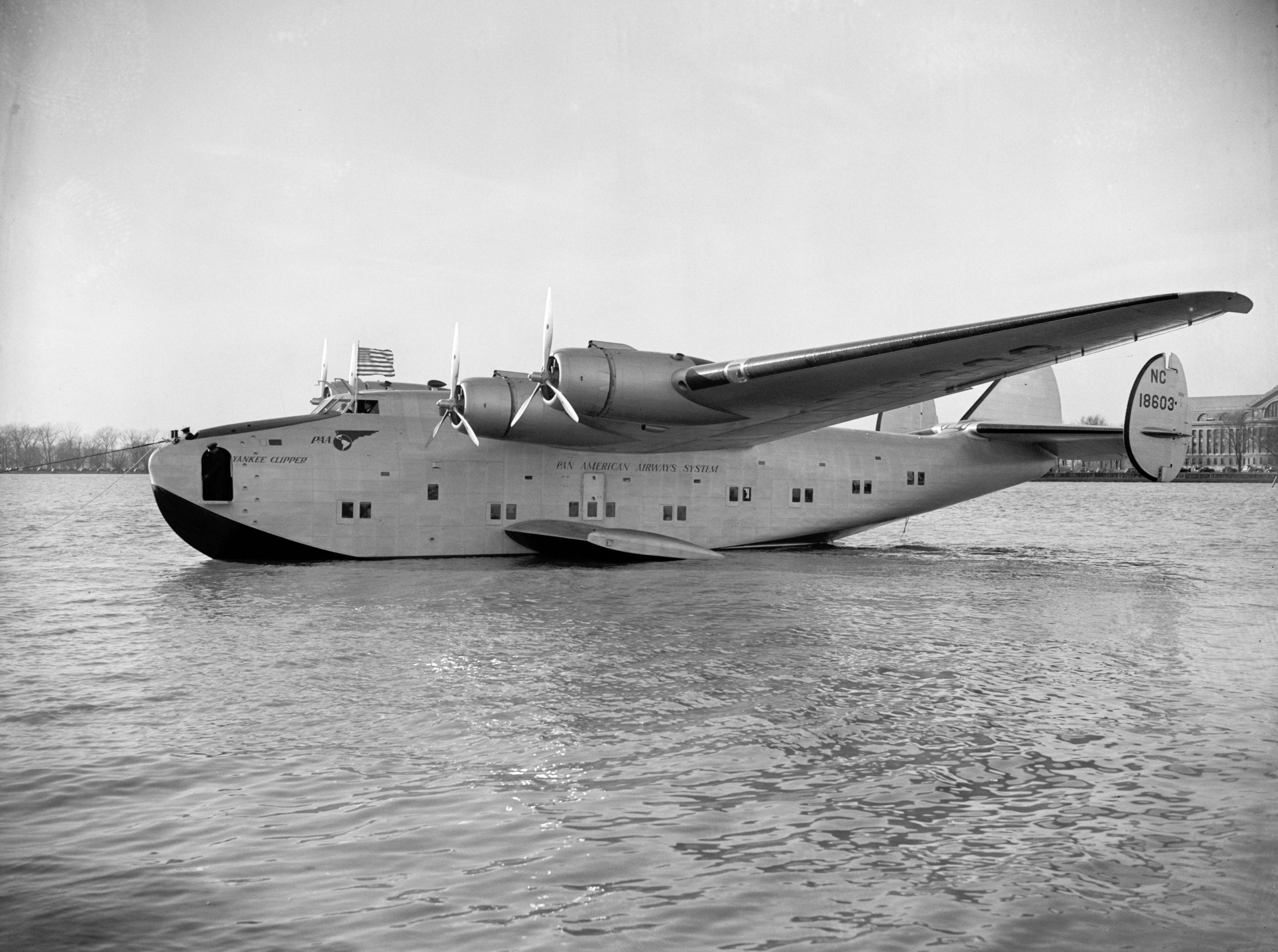
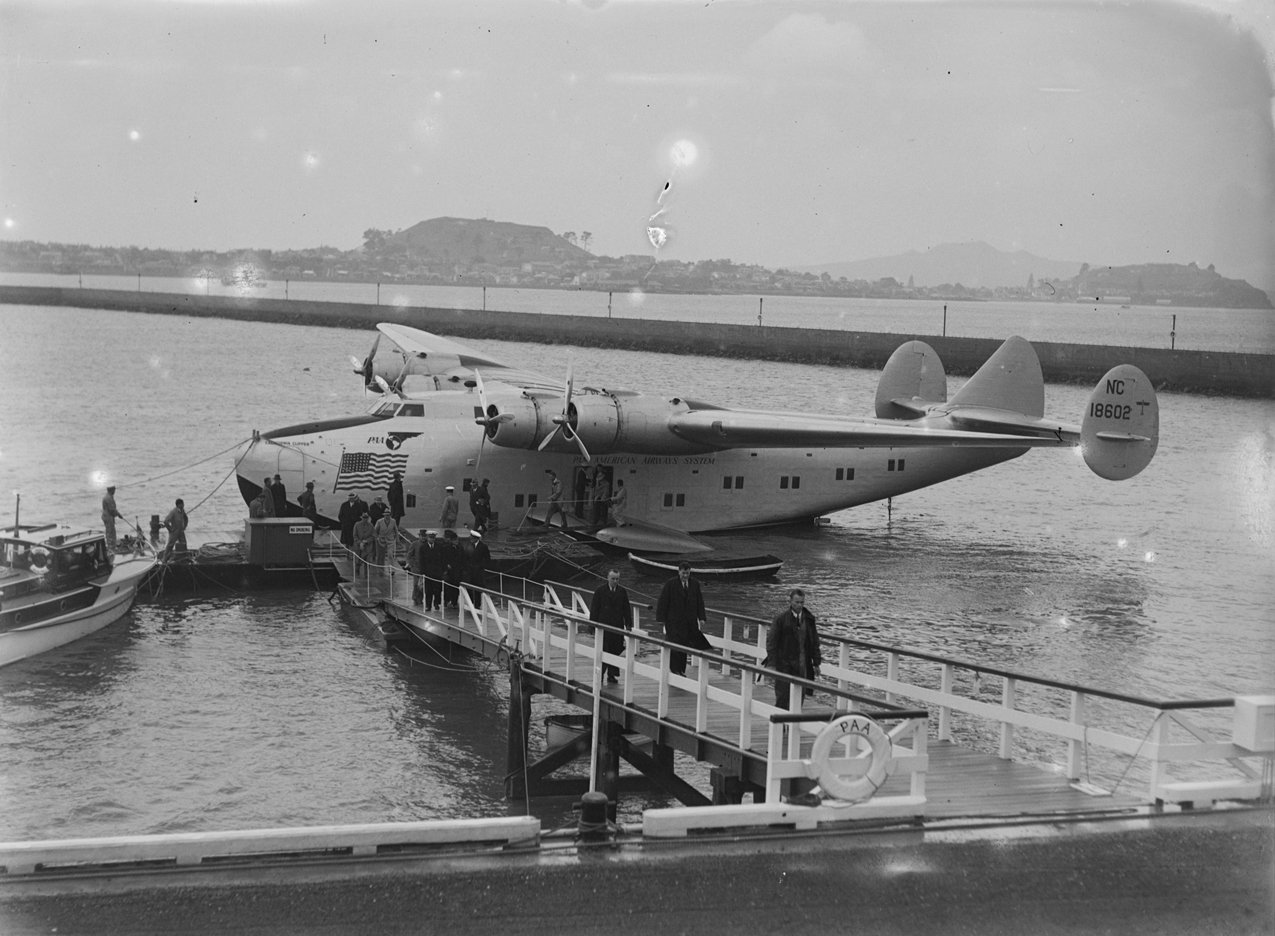
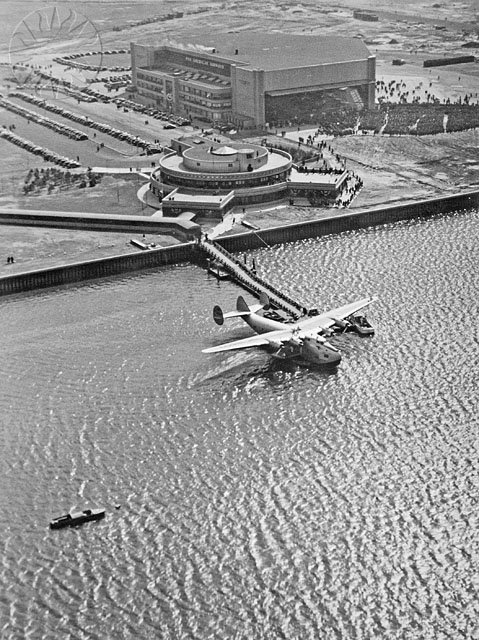

L'âge d'or des hydravions commerciaux fut brisé par la Seconde Guerre mondiale. La route de l'Atlantique Nord fut abandonnée le 3 octobre 1939.

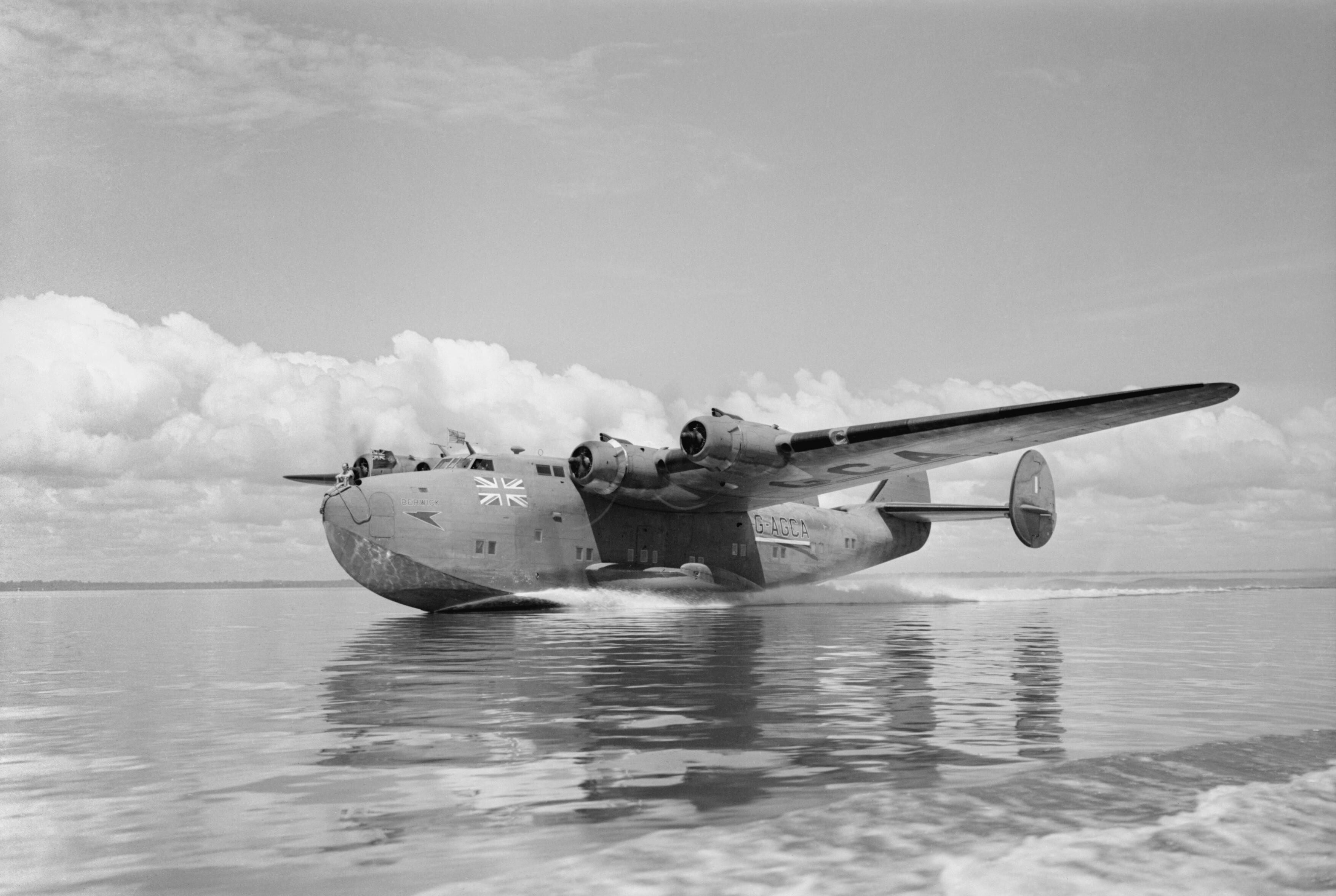
Boeing 314A

Malgré cela, Pan Am commanda six hydravions supplémentaires, les Boeing 314A, nettement améliorés par rapport aux 314 (77 passagers de jour et 4 500 litres de carburant de plus). 

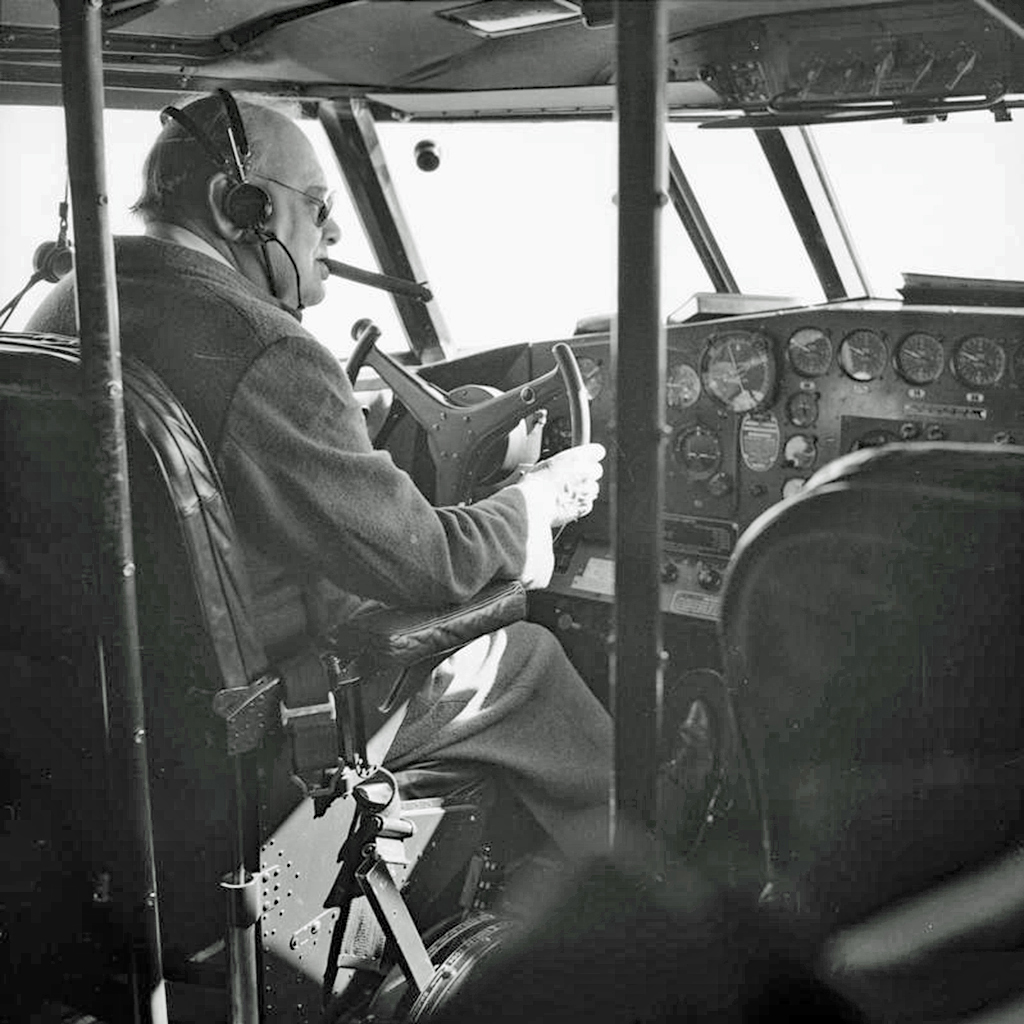
Winston Churchill aux commandes du The Berwick vers les Bermudes (1942).

En raison de la guerre, seulement la moitié de la commande fut livrée à la Pan Am : les Pacific Clipper, Anzac Clipper et Capetown Clipper (les trois autres furent achetés par le gouvernement britannique et confiés à la BOAC comme avions de transport, baptisés The Berwick, Bangor et The Bristol). Ils transportèrent Winston Churchill dans ses vols intercontinentaux et furent rendus aux États-Unis en 1948. Franklin D. Roosevelt prit également un Clipper pour rencontrer Winston Churchill à la conférence de Casablanca en janvier 1943. Sur le vol du retour, il y fêta même son anniversaire dans la salle à manger de l'hydravion. En 1942, le Pacific Clipper fut acheté par l'US Navy. Les Yankee Clipper, Dixie Clipper et Atlantic Clipper furent également achetés par l'US Navy, opérés par la Pan Am. Les Anzac, American, Capetown et California Clippers furent acquis par l'USAAF et rebaptisé C-98. Seul l'Honolulu Clipper resta en service à la Pan Am pour la navette entre Honolulu et San Francisco. Après la guerre la Pan Am ne racheta pas les avions. 7 furent revendus à la nouvelle compagnie World Airways. La carrière des Boeing 314, qui furent également achetés par l'USAAF et par l'US Navy fut assez longue, à l'exception de trois Clippers détruits (en février 1943, novembre 1945 et octobre 1947), les autres restèrent à la Pan Am et ne furent retirés progressivement du service qu'en 1950.

## Les Clippers de la Pan Am
| Numéro  | Type        | Nom                | Période de service                                         |
| ------- | ----------- | ------------------ | ---------------------------------------------------------- |
| NC18601 | Boeing 314  | Honolulu Clipper   | coulé par l'US Navy 1939-1945                              |
| NC18602 | Boeing 314  | California Clipper | rebaptisé Pacific Clipper, vendu à World Airways 1939-1950 |
| NC18603 | Boeing 314  | Yankee Clipper     | a commencé le service postal transatlantique 1939-1943     |
| NC18604 | Boeing 314  | Atlantic Clipper   | 1939-1946                                                  |
| NC18605 | Boeing 314  | Dixie Clipper      | débuta le service de passagers transatlantique 1939-1950   |
| NC18606 | Boeing 314  | American Clipper   | 1939-1946                                                  |
| NC18609 | Boeing 314A | Pacific Clipper    | 1941-1946                                                  |
| NC18611 | Boeing 314A | Anzac Clipper      | 1941-1951                                                  |
| NC18612 | Boeing 314A | Capetown Clipper   | 1941-1946                                                  |

Note : avant d'acheter des appareils Boeing, Pan Am a commencé par mettre en service dix Sikorsky S-42 baptisés Clipper.